# Margarete Coelho
Margarete de Castro Coelho (São Raimundo Nonato, 12 de março de 1961) é uma advogada e política brasileira, filiada ao Progressistas (PP). Foi deputada federal pelo estado do Piauí entre 2019 e 2023.

## Dados biográficos

### Vida pessoal e formação acadêmica
Margarete de Castro Coelho nasceu em 1961 no município de São Raimundo Nonato, no Piauí. Filha de Aloisio Rubem de Castro e Edvaldina Gonçalves de Castro. Formou-se em tecnóloga em Construção Civil na Universidade Federal do Piauí (UFPI) em 1984, ano em que também iniciou o curso de Direito na mesma instituição. É advogada, sendo mestre na área pela Universidade do Vale do Rio dos Sinos e doutora em Direito e Políticas Públicas pelo Centro Universitário de Brasília. É Especialista em Direito Constitucional e Eleitoral pela UFPI e em Direito Processual pela Universidade Federal de Santa Catarina.

### Carreira profissional
Margarete Coelho foi professora de Direito Eleitoral em faculdades privadas do Piauí e conselheira da seccional piauiense Ordem dos Advogados do Brasil (OAB).
Coordenou o núcleo de treinamento da Fundação Centro de Pesquisas Econômicas e Sociais do Piauí (CEPRO), em 1985, durante o primeiro governo Hugo Napoleão. Procuradora da Assembleia Legislativa do Piauí em 1987, chefiou a Assessoria de Planejamento da Legião Brasileira de Assistência no Piauí por dois anos, a partir de 1991. Foi subsecretária de Justiça no segundo governo Hugo Napoleão em 2001.

### Carreira política
Estreou na política em 2010, ao eleger-se deputada estadual pelo PP como sucessora do marido, o advogado Marcelo Coelho. Elegeu-se vice-governadora do Piauí em 2014, na chapa do petista Wellington Dias, que conquistava seu terceiro mandato à frente do executivo estadual. Margarete Coelho tornou-se então a primeira mulher eleita para o cargo de vice-governadora na história piauiense.
Em 2018 foi eleita deputada federal pelo Piauí.
No momento, Margarete Coelho não detém uma posição política, uma vez que não conseguiu ser reeleita como deputada federal em 2022. Ela desempenha o cargo de diretora de Administração e Finanças no Sebrae, uma organização privada dedicada ao apoio de pequenas e microempresas. 

## Desempenho eleitoral
| Ano  | Eleição            | Partido | Cargo                                          | Votos  | %         | Resultado | Ref    |
| ---- | ------------------ | ------- | ---------------------------------------------- | ------ | --------- | --------- | ------ |
| 2010 | Estaduais no Piauí | PP      | Deputada estadual                              | 1,54%  | 22.703    | Eleita    | [ 7 ]  |
| 2014 | Estaduais no Piauí | PP      | Vice-governadora Titular: Wellington Dias (PT) | 63,08% | 1.053.342 | Eleita    | [ 8 ]  |
| 2018 | Estaduais no Piauí | PP      | Deputada federal                               | 76.338 | 4,27%     | Eleita    | [ 9 ]  |
| 2022 | Estaduais no Piauí | PP      | Deputada federal                               | 76.159 | 3,89%     | Suplente  | [ 10 ] |